# Wakefield (Massachusetts)
Wakefield is een plaats (town) in Middlesex County, Massachusetts, Verenigde Staten. In 2010 had de plaats een inwonertal van  24.932.

## Externe link

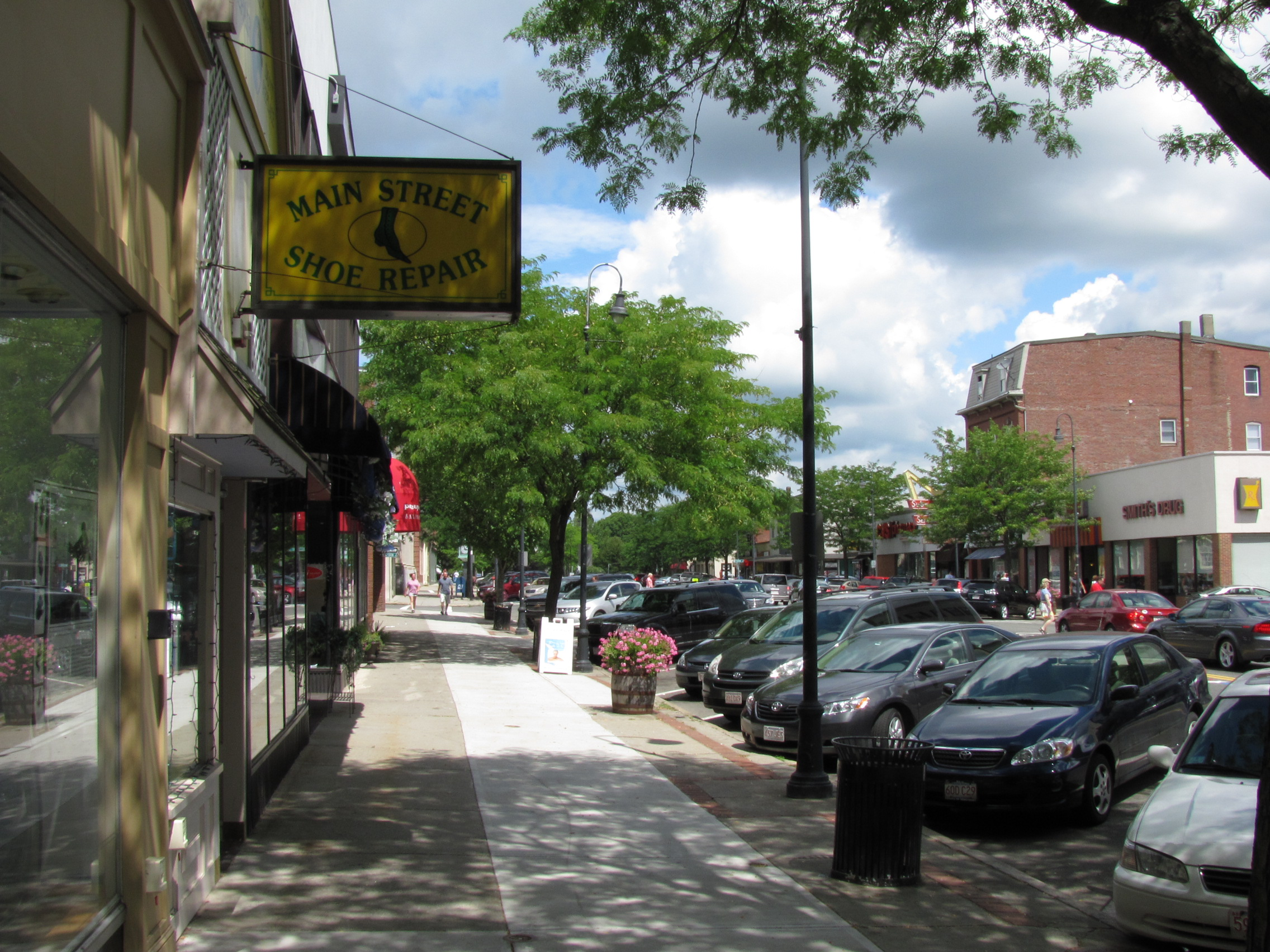
Main Street